# Лас-Лаборес
Лас-Лаборес (ісп. Las Labores) — муніципалітет в Іспанії, у складі автономної спільноти Кастилія-Ла-Манча, у провінції Сьюдад-Реаль. Населення — 659 осіб (2010).
Муніципалітет розташований на відстані близько 130 км на південь від Мадрида, 47 км на північний схід від Сьюдад-Реаля.

## Демографія
Динаміка населення (INE ):

## Галерея зображень

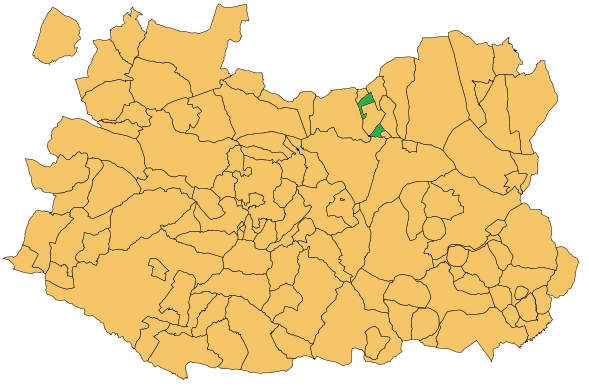
Розташування муніципалітету у провінції Сьюдад-Реаль